# Opération Éclipse
Guerre du Mali
Batailles
L'Opération Éclipse a lieu du 2 au 20 janvier 2021 pendant la guerre du Mali. Selon une enquête des Nations unies contestée par l'armée française, elle aurait occasionné la mort de dix-neuf civils dans le village de Bounti le 3 janvier 2021.

## Forces en présence
L'opération a lieu au Mali, à l'est de la région de Mopti, près de la frontière avec le Burkina Faso,. Elle se déroule dans le secteur des villes de Boulikessi et de Boni, ainsi que dans les forêts de Foulsaré et de Serma. Le principal groupe djihadiste présent dans la région est le Groupe de soutien à l'islam et aux musulmans (GSIM),.
Pour cette opération, les Français mobilisent 1 500 hommes, les Burkinabés 900, les Maliens 850 et les Nigériens 150. L'armée française engage notamment le Groupement tactique désert (GTD) Lamy et l'armée malienne trois compagnies du 33e régiment de commandos parachutistes et du 62e régiment d’infanterie.

## Déroulement
Le 2 janvier, plusieurs djihadistes sont tués par une frappe aérienne entre Hombori et Boulikessi.
Le 3 janvier, l'aviation française bombarde un rassemblement près du village de Bounti, entre Douentza et Boni. Selon l'armée française, une quarantaine de djihadistes sont ciblés et une trentaine d'entre-eux sont « neutralisés » par trois bombes larguées par deux avions de chasse Mirage 2000 accompagné d'un drone MQ-9 Reaper,. Cependant, l'association peule Tabital Pulaaku donne une autre version : selon elle les frappes ont fait 19 morts et toutes les victimes sont des hommes et des civils, pour la plupart âgés, venues assister à un mariage. Les blessés sont pris en charge par Médecins sans frontières. L'armée française maintient sa version qui est confirmée par le ministère malien de la Défense. 
Après enquête, la division des droits de l'homme de la MINUSMA conclut dans un rapport publié le 30 mars que 22 personnes ont été tuées dans la frappe aérienne française (tous des hommes âgés de 23 à 71 ans), dont 19 civils et 3 djihadistes du GSIM,. Elle affirme également être en mesure de « confirmer la tenue d'une célébration de mariage qui a rassemblé sur le lieu de la frappe une centaine de civils parmi lesquels se trouvaient cinq personnes armées, membres présumés de la Katiba Serma ». Le ministère des Armées maintient avoir visé un rassemblement de djihadistes clairement identifiés, critique les conditions de recueil des témoignages et se félicite que le rapport confirme qu'aucune femme ni enfant ne figurent parmi les victimes,,.
Le 4 janvier, les troupes franco-malienne découvrent plusieurs campements et saisissent des armes, des munitions, des roquettes, sept motos, des moyens de communication ainsi que sept engins explosifs improvisés (EEI) et de nombreux composants servant à leur confection.
Le matin du 8 janvier, près du village d'Isey, à une cinquantaine de kilomètres au sud-ouest d'Hombori, un convoi franco-malien est attaqué par une moto à trois roues chargée d'explosifs,,. Un VBCI s'interpose pour protéger les autres éléments de la force et le kamikaze fait exploser sa charge. Six militaires français sont blessés. Ils sont évacués par hélicoptère vers l'hôpital militaire de Gao et trois d'entre eux sont rapatriés en France le lendemain. L'attaque est revendiquée le 14 janvier par le Groupe de soutien à l'islam et aux musulmans.
Le 9 janvier, une frappe est menée contre un rassemblement de djihadistes à motos. Le lendemain, des commandos appuyés par des hélicoptères engagent un combat au sol dans cette même zone. Une quinzaine de djihadistes sont tués et quatre sont faits prisonniers.
À la mi-janvier, les forces franco-maliennes fouillent la région d'Isey et la forêt de Foulsaré. Un important plot logistique est découvert le 13 janvier dans le village de Koubou, à 25 kilomètres au sud-est de Boulikessi. Quatre hommes sont arrêtés par l'armée malienne, mais trois d'entre eux décèdent dans des conditions non éclaircies lors de leur transfert.
Le 16 janvier, un groupe d'hommes sur une trentaine de motos est attaqué par des hélicoptères Tigre au sud de Boulikessi : une dizaine de djihadistes sont tués et une vingtaine de motos sont détruites. Le même jour, un pick-up est détruit par une frappe de drone près de Ndaki. Le 17 janvier, les Tigre attaquent un autre rassemblement de plus de quarante motos, cette fois au Burkina Faso, et abattent une dizaine d'insurgés.
Le 19 janvier, le GTD Lamy se porte en direction de Hombori et fouille la zone de Dara et les grottes de Lepegou.

## Pertes
Le 26 janvier, l'armée malienne annonce qu'une centaine de djihadistes ont été tués et qu'une vingtaine d'autres ont été faits prisonniers lors de l'opération. Sept pick-up et environ 200 motos ont également été détruits.

## Vidéographie
- [vidéo] Lutte contre les jihadisme au Sahel : quel bilan pour l'opération Franco-malienne "Éclipse" ?, France 24, 28 janvier 2021.
- [vidéo] Frappes françaises au Mali : bavure ou bombardement de jihadistes ?, France 24, 2 février 2021.